# Kyzir White
Kyzir Rasim White (Macungie, 24 marzo 1996) è un giocatore di football americano statunitense che milita nel ruolo di linebacker per gli Arizona Cardinals della National Football League (NFL).

## Carriera

### Los Angeles Chargers
White fu scelto nel corso del quarto giro (119º assoluto) del Draft NFL 2018 dai Los Angeles Chargers in the fourth round (119th overall). Nel suo primo training camp fu spostato dal ruolo di safety a quello di linebacker, venendo nominato titolare prima dell'inizio della stagione regolare. Debuttò nel primo turno il 9 settembre contro i Kansas City Chiefs facendo registrare 6 tackle nella sconfitta per 38–28. Il 16 settembre 2018 mise a segno 4 placcaggi, 2 passaggi deviati e il suo primo intercetto sul quarterback Josh Allen nella vittoria per 31–20 sui Buffalo Bills. Nel terzo turno contro i Los Angeles Rams subì un infortunio a un ginocchio che richiese un intervento chirurgico che gli fece le successive quattro partite. Il 3 novembre 2018 i Chargers annunciarono che sarebbe stato inserito in lista infortunati.
Nella settimana 5 della stagione 2019 White fece registrare un intercetto su Joe Flacco dei Denver Broncos nella sconfitta per 20–13.
White fu inserito nella lista riserve/COVID-19 il 21 novembre 2020, e fu riattivato il 9 dicembre. Il 23 dicembre 2020 fu inserito in lista infortunati.
White iniziò la stagione 2021 come linebacker titolare e concluse la stagione guidando i Chargers con 144 placcaggi, oltre a un sack, 2 fumble forzati, 3 passaggi deviati e 2 intercetti.

### Philadelphia Eagles
Il 26 marzo 2022 White firmò un contratto annuale del valore di 5 milioni di dollari con i Philadelphia Eagles. Nella prima stagione in Pennsylvania fece registrare 110 tackle e 1,5 sack, raggiungendo il Super Bowl LVII, perso contro i Kansas City Chiefs.

### Arizona Cardinals
Il 15 marzo 2023 White firmò un contratto biennale con gli Arizona Cardinals. Nel terzo turno mise a segno l'intercetto decisivo su Dak Prescott nel quarto periodo che diede ai Cardinals la vittoria sui favoriti Dallas Cowboys.

## Palmarès
- National Football Conference Championship: 1

Philadelphia Eagles: 2022